# Những tháp chuông ở Corneville

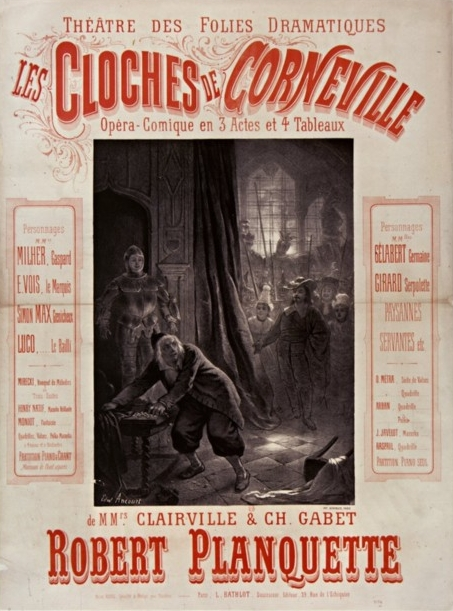

Những tháp chuông ở Corneville (tiếng Pháp: Les cloches de Corneville) là vở opéra comique 3 màn của nhà soạn nhạc người Pháp Robert Planquette. Những người viết lời cho tác phẩm là Louis Clairville và Charles Cabet. Họ đã dựa vào một vở kịch của chính Cabet để viết lời cho vở opera này. Tác phẩm được trình diễn lần đầu tiên vào ngày 19 tháng 4 năm 1877 tại nhà hát Théâtre des Folies-Dramatiques ở Paris. Đây là vở opera nổi tiếng nhát của Planquette.